# Roberto Zorzi

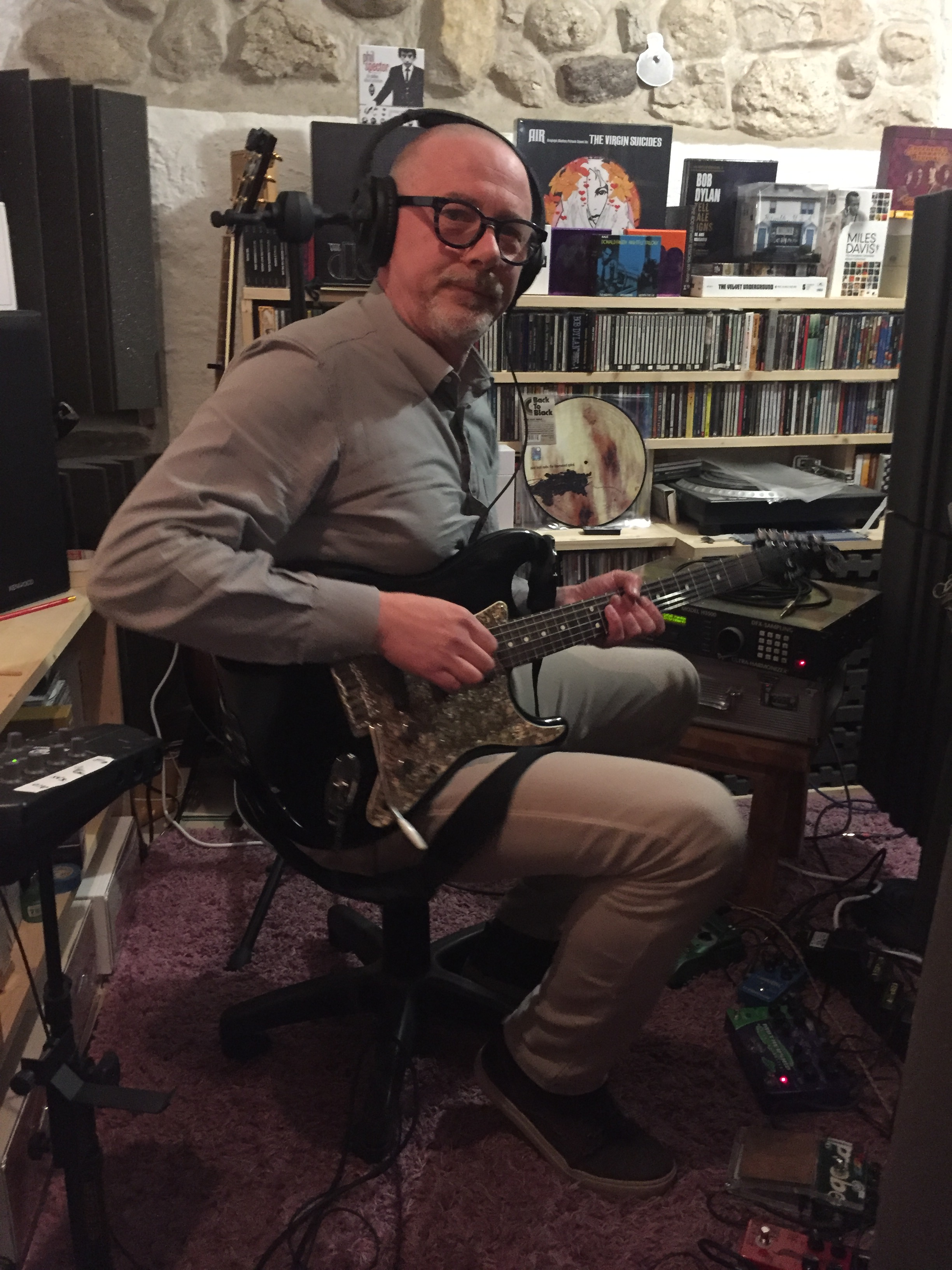
Roberto Zorzi

Roberto Maria Zorzi (* um 1962 in Verona) ist ein italienischer Jazz- und Fusionmusiker (Gitarre).

## Leben und Wirken
Zorzi spielte zunächst Schlagzeug, E-Bass und Posaune; dann wechselte er an die Gitarre, orientierte sich an Eric Clapton, bevor er Derek Bailey entdeckte. Mit dem Quintett NAD gewann er den Wettbewerb Indipendenti 87 der Zeitschrift Fare musica und spielte 1989 das an Albert Ayler erinnernde Album Ghosts ein. Daneben war er künstlerischer Leiter des Festivals Verona Jazz. So arbeitete er ab dem Ende der 1980er-Jahre auch in der italienischen und internationalen Musikszene; 1989 entstanden Aufnahmen gemeinsam mit Albert Mangelsdorff, Roberto Ottaviano, Franco D’Andrea, Ernst Reijseger, Paolo Damiani und Trilok Gurtu (Capriccio a Milano). In den 1990er- und 2000er-Jahren spielte er in verschiedenen Bandprojekten mit Henry Kaiser, Chris Cutler, Joey Baron und Elliott Sharp. 2018 legte er mit dem Bassisten Michael Manring und dem Schlagzeuger Scott Amendola das Trioalbum Facanapa & Umarells and the World Wide Crash vor.

## Diskographische Hinweise
- Tim Berne, Bobby Previte, Mark Feldman, Herb Robertson, Matteo Ederle, Percy Jones, Roberto Zorzi: Bang! (Ictus Records, rec. 1990, ed. 2011)[4]
- La 1919 / Chris Cutler / Charles Hayward / Roberto Zorzi: Jouer. Spielen. To Play (Materiali Sonori, 1994)
- Henry Kaiser & Roberto Zorzi: Through (Materiali Sonori, 1999)
- Joey Baron / Elliott Sharp / Roberto Zorzi: Beyond (Auditorium Edizioni, 2001)